# معركة أراس (1940)
معركة أراس هو هجوم مضاد نفذته القوات البريطانية والفرنسية خلال الاجتياح الألماني لفرنسا بالحرب العالمية الثانية بالقرب من بلدة أراس في شمال شرق فرنسا وذلك لوقف تقدم القوات الألمانية المندفعة باتجاه ساحل القناة الأنجليزية والتي كانت تسعى لتطويق قوات الحلفاء المتواجدة في بلجيكا وعلى الرغم من النجاح الأولي للحلفاء إلا أن القوات الألمانية استطاعت صد الهجوم واضطرت قوت الحلفاء إلى الانسحاب لتجنب التطويق.

## الخلفية التاريخية
تمكن الألمان من هزيمة الجيش الفرنسي في معركة سيدان (12-15 مايو) وعبور نهر الميز، وحاول الفرنسيون وقف التقدم الألماني عن طريق القيام بهجوم مضاد شنته الفرقة المدرعة الرابعة بقيادة شارل ديغول وذلك خلال معركة مونتكورنت في 17 مايو إلا أن الهجوم فشل في تحقيق أهدافه.
في ذلك الوقت واصلت القوات الألمانية تقدمها باتجاه القناة الأنجليزية بهدف عزل مجموعة الجيوش الأولى الفرنسية والتي تقاتل في الشمال عن باقي القوات الفرنسية بالجنوب، وعبرت الوحدات الألمانية من خلال الثغرة ما بين كامبراي وبيرون متجهة إلى الغرب.

## المعركة
في 21 مايو قام رتلين يتألفان من 2,000 جندي و88 دبابة (58 ماتيلدا-1 و16 ماتيلدا-2 و14 فيكرز مارك-6) بالتقدم جنوبا باتجاه آراس، كما دعمت الهجوم الفرقة الميكانيكية الثالثة التابعة للجيش الفرنسي، نتائج الهجوم كانت محدودة وقد تراجع الحلفاء من أن فقد البريطانيون 60 دبابة من دباباتهم وتمكنوا من أسر 400 جندي ألماني.